# Liste Münchner Straßennamen

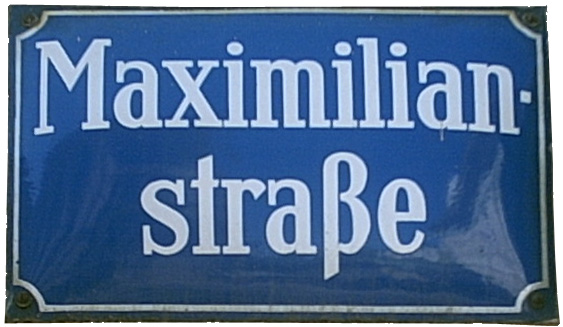
Straßenschild an der Maximilianstraße

Münchner Straßennamen sind seit dem Mittelalter überliefert, sie richteten sich ursprünglich zumeist nach lokalen Gegebenheiten. Erst im 19. Jahrhundert begann man, Straßennamen zur Ehrung von Personen oder zur Erinnerung an Orte und Ereignisse zu vergeben. Die Entscheidung über die Benennung einer Straße trifft heute der jeweilige Bezirksausschuss, bei Benennung einer Straße nach einer Person der Stadtrat.
Die folgende Liste führt Namen von Straßen und Plätzen der bayerischen Landeshauptstadt München auf und ergänzt dabei auch, soweit bekannt, in Kurzform das Jahr ihrer Erstbenennung, Hintergründe für ihre Namensgebung, Links zu weiterführenden Informationen und die Zuordnung zu einzelnen Stadtteilen. Aktuell gültige Straßenbezeichnungen sind in Fettschrift angegeben, nach Umbenennung oder Überbauung nicht mehr gültige Bezeichnungen in Kursivschrift. 
Aufgrund der großen Anzahl Münchner Straßennamen ist die Liste in alphabetisch sortierte Unterlisten aufgeteilt.

## Geschichte

### Mittelalter und frühe Neuzeit

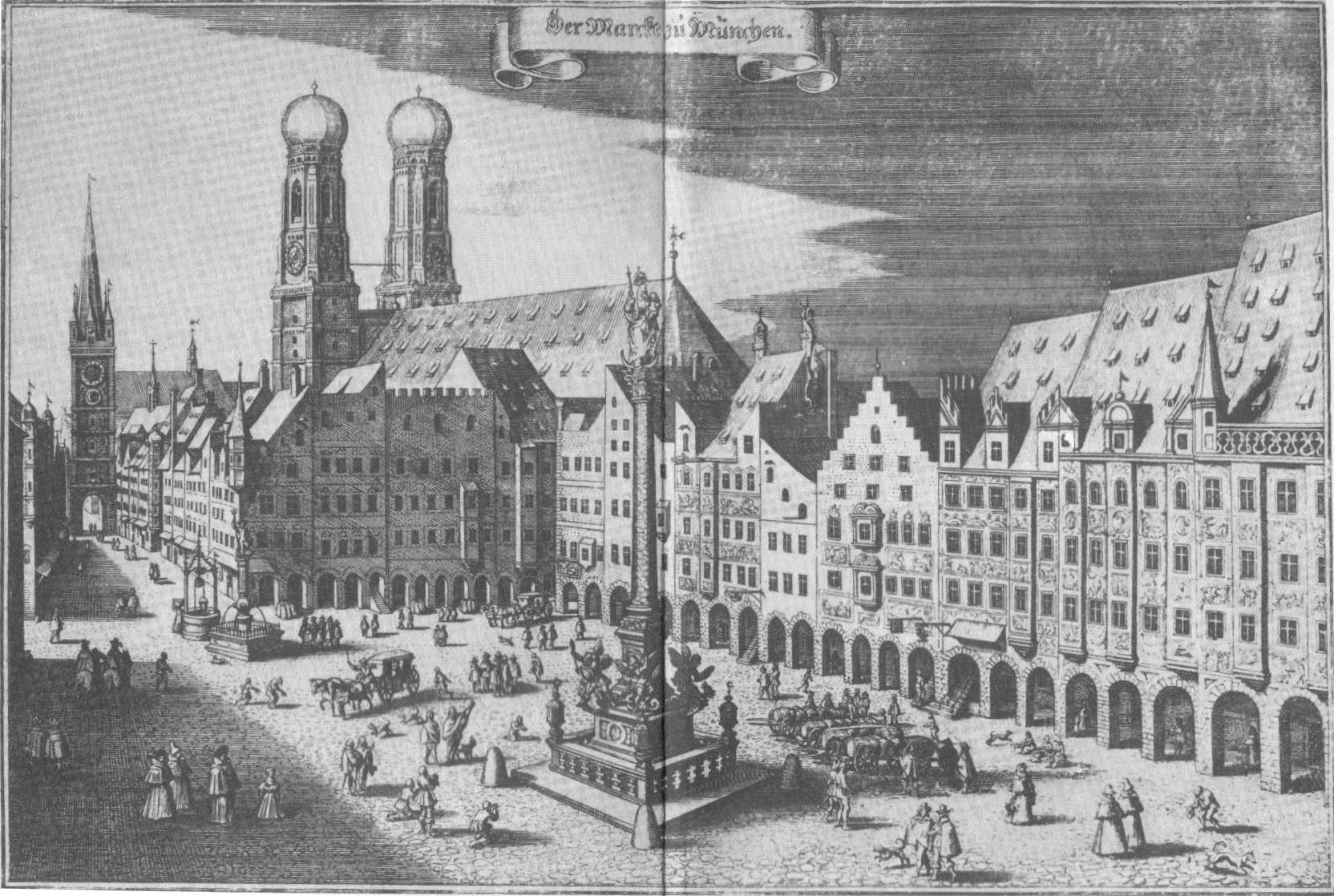
Marienplatz und Kaufingerstraße 1642, Stich von Matthäus Merian

Die ältesten heute noch verwendeten Straßennamen Münchens stammen aus dem 13. und 14. Jahrhundert: Rindermarkt (lat. als forum peccorum, 1242), Tal (1253), Neuhauser Straße (1293), Anger (heute Oberanger und Unteranger, 1300), Kaufingerstraße (Kauferingergasse, 1316), Sendlinger Straße (1318), Weinstraße (1353), Burgstraße (1364), Schäfflerstraße (1366). Die Nennung der Straßennamen erfolgte zunächst zufällig, wenn sie für den Inhalt einer Urkunde von Bedeutung waren. Erst ab 1368 setzte mit der Einführung der Steuer- und Gerichtsbücher eine systematische Überlieferung von Straßennamen ein.
Der Name einer Straße hatte im Mittelalter immer einen Bezug auf die Straße selber. Die Benennung erfolgte vor allem nach folgenden Gesichtspunkten:
- nach einem an der Straße liegenden größerem Gebäude, z. B. Burgstraße
- nach einem in der Straße wohnenden bekannten Bürger oder einer bekannten Familie, z. B. Kaufingerstraße, Dienerstraße
- nach einer in der Straße tätigen Berufsgruppe, z. B. Färbergraben, Ledererstraße, Schäfflerstraße
- nach geographischen Gegebenheiten, die die Lage der Straße beschreiben, z. B. Anger, Tal
- nach Eigenschaften oder der Lage der Straße selber, z. B. Weite Gasse, Lange Gasse oder die Unterscheidung zweier gleichnamiger Straßen in obere/untere oder vordere/hintere
- nach der Richtung, in die die Straße führte (vor allem bei den Straßen, die zu einem Stadttor führten), z. B. Neuhauser Straße, Sendlinger Straße, vordere und hintere Schwabinger Gasse (heute Residenz- bzw. Theatinerstraße)

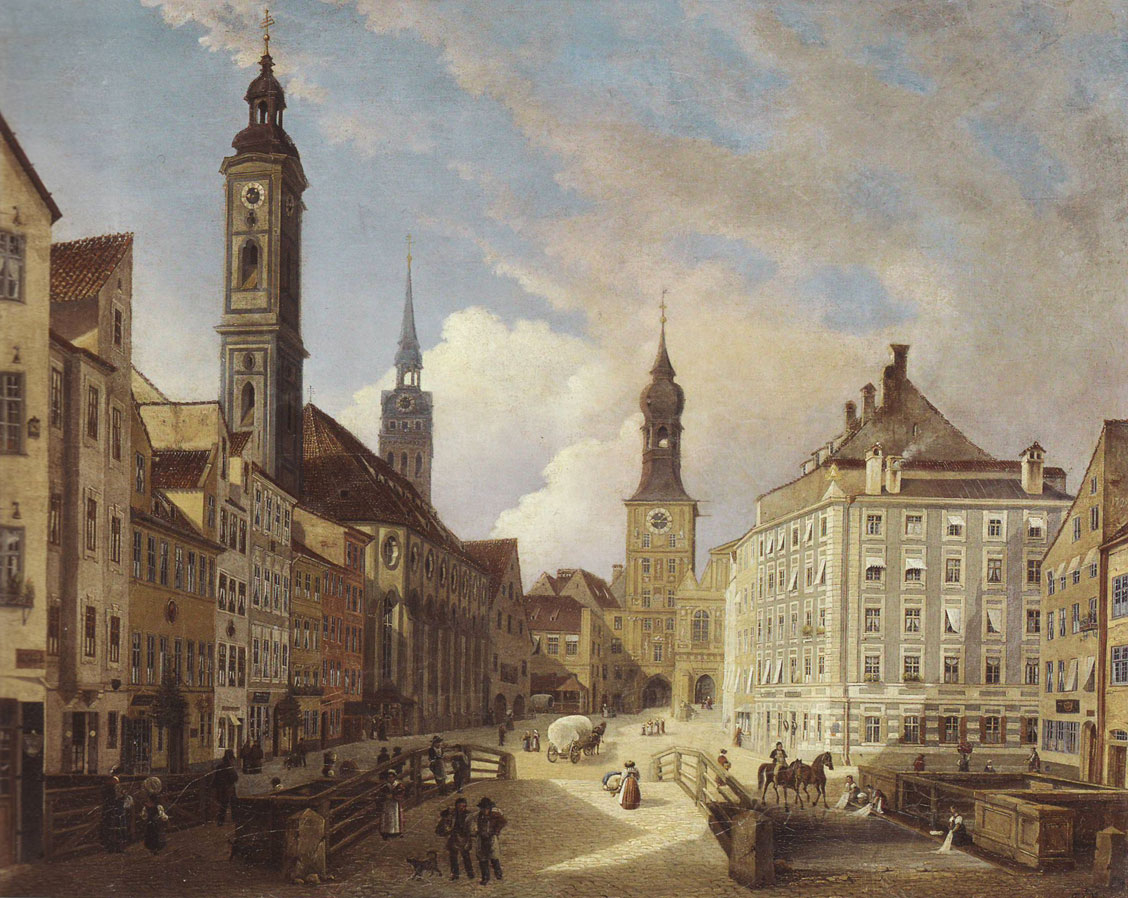
Tal mit der Hochbrücke um 1835, Gemälde von Ferdinand Jodl

Größtenteils waren diese Straßenbezeichnungen nicht amtlich, entstanden durch Gewohnheit und wurden dann durch die Stadtschreiber aufgegriffen. Änderten sich die örtlichen Gegebenheiten, konnten sich auch die Straßennamen ändern. So wurde z. B. im 15. Jahrhundert nach der Vertreibung der Juden und der Umwandlung der Synagoge in die Kirche „Unsere Liebe Frau in der Gruft“ die Judengasse in Gruftgasse umbenannt (heute Marienhof). Das zur Frauenkirche führende „Unser Frauen Gässel“ wurde nach der Ansiedlung von Schlossern im 16. Jahrhundert mehrmals Schlossergässel genannt (heute Sporerstraße), im 18. Jahrhundert hieß jedoch die heutige Windenmacherstraße Schlossergasse.
Da das Gebiet der historischen Stadt von der Errichtung der Stadtmauer im 13.–14. Jahrhundert bis zum Ende des 18. Jahrhunderts etwa gleich blieb, änderte sich auch der Bestand an Straßennamen seit dem Mittelalter kaum.
Den Einheimischen waren die überlieferten Straßen- und Häusernamen geläufig, Fremde orientierten sich an den Hauszeichen. Erst 1801 wurden Holzschilder mit den Straßennamen an den Straßenecken aufgehängt.

### 19. Jahrhundert

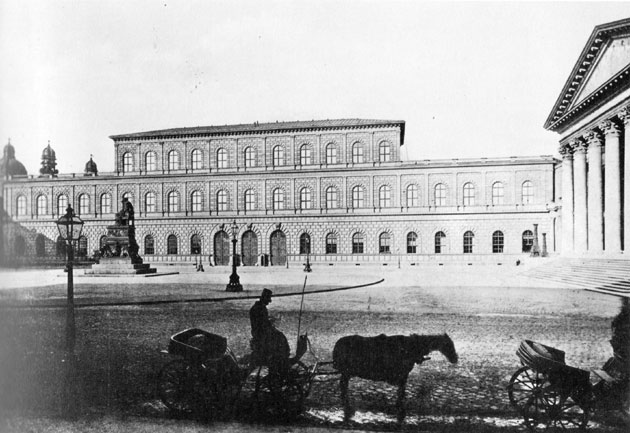
Max-Joseph-Platz 1885, Foto von Georg Böttger

Ab dem Ende des 18. Jahrhunderts wurden Straßen und Plätze dann auch nach bedeutenden Personen, Orten oder Ereignissen benannt, die keinen direkten Zusammenhang mit dem Ort hatten. So verloren die Straßennamen ihren Bezug zu der Straße selber und wurden zu beliebig austauschbaren Etiketten.
Frühestes Beispiel für eine solche Benennung war 1797 die Umbenennung des Neuhauser Torplatzes in Karlsplatz nach dem damals regierenden Kurfürsten Karl Theodor. Eine solche Ehrung blieb zunächst den Mitgliedern der Herrscherfamilie vorbehalten, es folgten u. a. 1805 der Max-Joseph-Platz nach König Maximilian I. Joseph, 1808 die Elisenstraße nach seiner Tochter Elisabeth Ludovika und 1809 der Karolinenplatz nach seiner Frau Karoline. In diese Gruppe gehören auch der Maximiliansplatz, die Adalbert-, Amalien-, Augusten-, Karl-, Ludwig-, Luisen-, Otto-, Sophien- und Theresienstraße und der Königsplatz, die in der neuen Stadterweiterung der Maxvorstadt gebaut wurden.
Bald wurden auch andere Personen als das Herrscherhaus, die sich um München verdient gemacht hatten, durch die Benennung von Straßen geehrt, als erstes Benjamin Thompson, Reichsgraf Rumford, 1816 mit der Rumfordstraße. Besonders Künstler und Wissenschaftler wurden geehrt, so 1829 der Physiker Joseph von Fraunhofer mit der Fraunhoferstraße und 1830 der Maler Peter von Cornelius mit der Corneliusstraße und der Architekt Leo von Klenze mit der Klenzestraße.

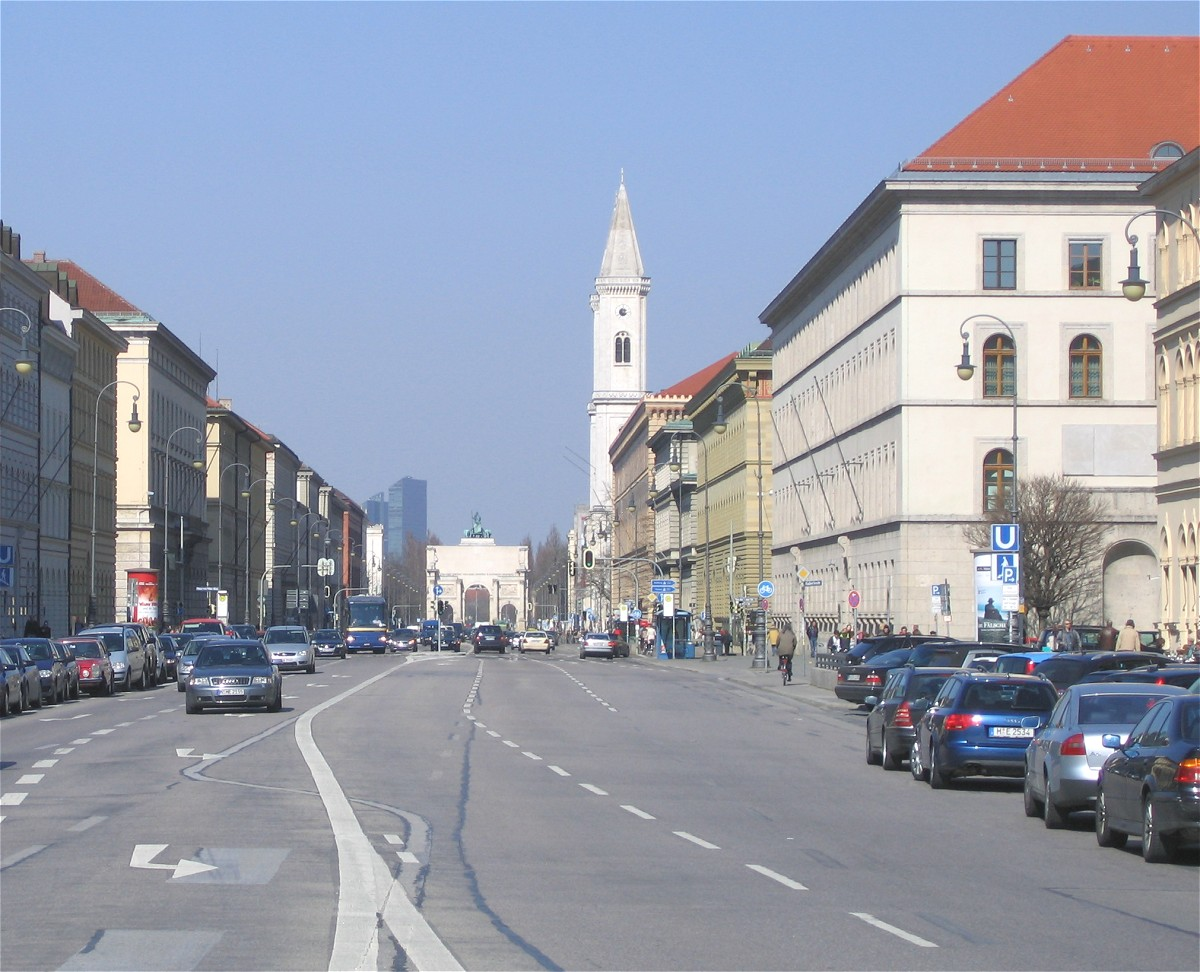
Ludwigstraße 2007

Ab 1826 wurden Straßen der Maxvorstadt zur Erinnerung an Siege des bayerischen Heeres nach Schlachtorten der Befreiungskriege benannt, z. B. die Arcisstraße, Barer Straße und Brienner Straße. Nach dem Deutsch-Französischen Krieg 1870/71 gab es ähnliche Straßenbenennungen im Ostbahnhofviertel in Haidhausen, z. B. Balan-, Gravelotte- und Sedanstraße, weshalb das Viertel auch Franzosenviertel genannt wird.
1875 wurde der Münchner Magistrat in einer Ministerialentschließung  aufgefordert, bei der Straßenbenennung die Geschichte der Stadt zu berücksichtigen. Solche Straßenbenennungen erfolgten teilweise mit einem direkten historischen Bezug zu dem Neubaugebiet, in dem die zu benennenden Straßen lagen. Auf dem Marsfeld, das früher als Exerzierplatz gedient hatte, wurden beispielsweise die Straßen nach führenden Personen der Bayerischen Armee benannt. In dem Gelände unterhalb der alten Sendlinger Kirche erinnern die Straßennamen an Teilnehmer der Bayerischen Volkserhebung, die hier bei der Sendlinger Mordweihnacht blutig beendet wurde, und an Orte, aus denen sie kamen. Die Münchner Patrizierfamilien (u. a. Barth, Gollier, Kazmair, Ligsalz, Ridler und Tulbeck), nach denen Straßen im Westend benannt wurden, hatten jedoch keinen direktem Bezug zu diesem Gebiet.
Durch die ab der Mitte des 19. Jahrhunderts erfolgten Eingemeindungen kamen viele Straßennamen doppelt vor und mussten geändert werden. Dafür wurden zum Teil eigene Kommissionen ins Leben gerufen, z. B. 1890 für Neuhausen und Schwabing.

### 20. Jahrhundert

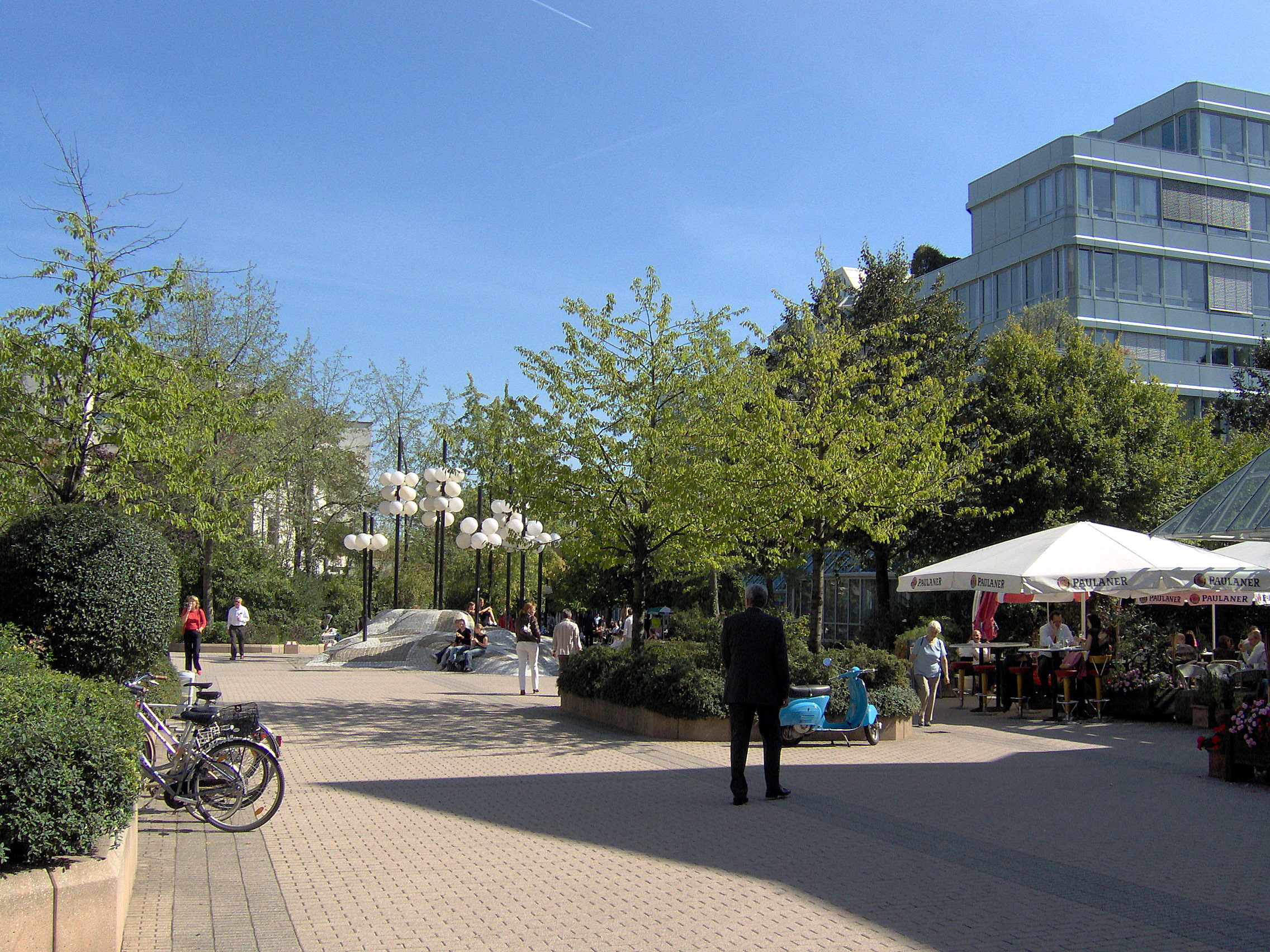
Der Rosenkavalierplatz im Arabellapark

Nach dem Ersten Weltkrieg wurden Straßen nach den nach dem Krieg abgetretenen Gebieten und Städten benannt. Zunehmend wurde die mangelnde Systematik der Straßenbenennung kritisiert, bei der z. B. zusammenhanglos Ortschaften, Berge, Pflanzen und dergleichen verwendet wurden. Eine Lösung wurde jedoch nicht gefunden. 1928 wurden für die amtliche Schreibung der Straßennamen die Rechtschreibregeln des Duden übernommen.
Zur Zeit des Nationalsozialismus wurden zahlreiche Straßen nach prominenten Mitgliedern der NSDAP umbenannt. In der Altstadt war davon jedoch nur der Promenadeplatz betroffen, der nach dem damaligen Reichsstatthalter Franz Ritter von Epp in Ritter-von-Epp-Platz umbenannt wurde. Wie bei der Umbenennung des Stachus in Karlsplatz wurde diese Änderung von der Bevölkerung jedoch nicht akzeptiert und weiter der alte Name verwendet. Von den Nationalsozialisten wurden auch einige Straßen umbenannt, die nach jüdischen Personen benannt waren.
Nach dem Zweiten Weltkrieg erfolgte zwischen 1945 und 1948 die größte Straßenumbenennungsaktion der Geschichte Münchens. 1945 wurden 105 nach Personen des Dritten Reichs benannte Straßen „entnazifiziert“, 1947 wurden 77 „militaristische“ Namen nach Regimentern, Heerführern und Sieges-Orten im Ersten Weltkrieg geändert. 1947/48 schließlich wurden knapp 500 weitere Straßennamen in den 1938 bis 1942 eingemeindeten Stadtteilen geändert, weil es gleich- oder ähnlich lautende Straßennamen im sonstigen Stadtgebiet bereits gab.
Seither ist die Namensgebung für neue Straßen wieder bevorzugt an der Geschichte Münchens, an örtlichen Gegebenheiten und Überlieferungen (z. B. Flurnamen) und an früher in München ansässigen Personen (Künstler, Wissenschaftler usw.) orientiert. Bei geschlossenen Neubaugebieten können aber auch ganz eigene Themenkreise zur Anwendung kommen, z. B. beim Arabellapark, der an der Richard-Strauss-Straße beginnt, Opern von Richard Strauss wie Arabella, Elektra oder Der Rosenkavalier.

## Veröffentlichungen
Eine erste Übersicht der Münchner Straßennamen mit der Erklärung ihrer Herkunft wurde 1879 von Josef Fernberg unter dem Titel „Die Münchener Straßennamen und ihre Bedeutung“ veröffentlicht. Etwa gleichzeitig erarbeitete der Major Adolf Erhard Erläuterungen zu der Herkunft der Straßennamen, die 1880 im Münchner Adressbuch veröffentlicht wurden. Karl von Rambaldi überarbeitete und ergänzte diese Erläuterungen und stellte daraus ein eigenes Buch zusammen, das er 1894 unter dem Titel „Die Münchener Straßennamen und ihre Erklärung“ veröffentlichte. Es enthielt die etwa 800 damals existierenden Straßennamen und gilt auch heute noch als Standardwerk.
Eine Ausgabe der amtlichen Erläuterungen der Landeshauptstadt München erfolgte 1965 in verkürzter Fassung durch das Baureferat. 1983 wurde dieses Buch in überarbeiteter Fassung neu aufgelegt.
Heutige Standardwerke zur Erklärung der Münchner Straßennamen sind „Haus- und Straßennamen der Münchner Altstadt“ von Helmuth Stahleder, erschienen 1992, und „Die Münchner Straßennamen“ von Hans Dollinger, erstmals erschienen 1994, mit der neuesten, 8. Auflage 2016. Während Stahleder sich vorwiegend auf die Straßennamen des historischen Stadtkerns beschränkt und auch die historische Entwicklung der einzelnen Straßennamen aufzeigt, listet Dollinger alle etwa 6000 heute bestehenden Straßennamen Münchens mit einer stichpunktartigen Erläuterung ihrer Benennung auf.

## Benennung
Bei der Benennung von Straßen und Plätzen wird unterschieden zwischen einer Benennung nach Personen und einer Benennung nach anderen Kriterien (zum Beispiel Flurnamen, Flora, Fauna, Geographie, Kunstwerke usw.) Für die Benennung nach nicht personenbezogenen Kriterien haben die Bezirksausschüsse das alleinige Entscheidungsrecht. Für die Benennung nach Personen, die auch immer eine Ehrung der betreffenden Person bedeutet, liegt das Entscheidungsrecht beim Stadtrat.

### Grundsätze
Für die Benennung von Straßen in München gelten folgende Grundsätze:
- Es werden keine Straßen nach lebenden Personen benannt.
- Es dürfen keine Namen verwendet werden, die zu Verwechslungen mit bereits bestehenden Straßennamen führen, zu Missdeutungen oder Verspottung Anlass geben oder die Anwohner verächtlich machen.
- Neue Straßennamen sollen zu bereits bestehenden Namen der Umgebung möglichst einen gemeinsamen thematischen Bezug aufweisen (z. B. Personengruppen, geographische Objekte einer Region usw.), wodurch die Auffindbarkeit von Straßen erleichtert wird.
- Neue Straßennamen sollen möglichst kurz, einfach und leicht verständlich sein, deswegen sollten z. B. phonetisch schwer verständliche oder lange und in der Schreibweise fehleranfällige Namen vermieden werden.

### Verfahren
Das derzeitige Verfahren zur Benennung von Straßen verläuft folgendermaßen:
1. Nach Anregungen eines Bezirksausschusses oder von Privatpersonen erarbeitet das Kommunalreferat einen Namensvorschlag für eine Straße.
2. Dieser Vorschlag wird von mehreren Gutachtern überprüft, unter denen auch das Stadtarchiv vertreten ist.
3. Der mehrfach geprüfte Vorschlag wird dem zuständigen Gremium zur Entscheidung vorgelegt. Soll eine Straße nach einer Person benannt werden, so behält sich der Stadtrat (meistens der Kommunalausschuss, in umstrittenen Fällen das ganze Plenum) das exklusive Entscheidungsrecht vor, in allen anderen Fällen kann auch der Bezirksausschuss des Bezirks, in dem die Straße liegt, entscheiden.

## Schreibweise

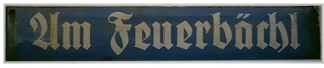
Straßenschild „Am Feuerbächl“

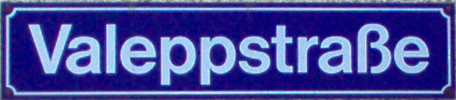
Straßenschild der Valeppstraße

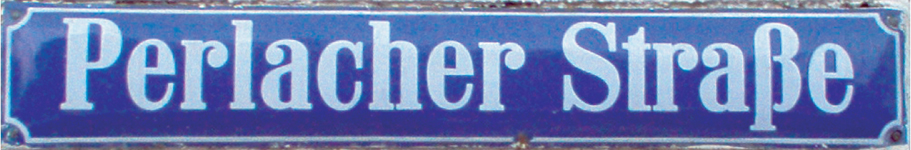
Straßenschild der Perlacher Straße

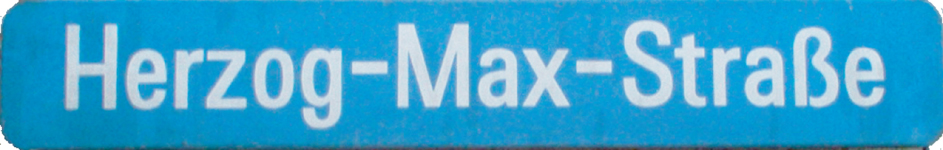
Straßenschild der Herzog-Max-Straße

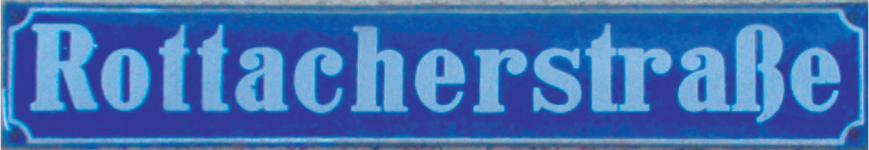
Straßenschild der Rottacher Straße mit fehlerhafter Zusammenschreibung

Die Landeshauptstadt München hält sich in aller Regel an die vom Duden-Verlag herausgegebenen Richtlinien zur Schreibweise von Straßennamen. Folgende Regeln sind von Bedeutung:
Groß- und Kleinschreibung
Das erste Wort und alle Adjektive und Zahlwörter werden großgeschrieben, Artikel, Präpositionen und Konjunktionen klein.
Beispiele: An der Hauptfeuerwache, Zur Grünen Eiche
Getrennt- und Zusammenschreibung
1. Straßennamen die aus einem Substantiv (beziehungsweise einem Namen) und einem für Straßennamen typischen Grundwort wie z. B. Straße, Gasse, Weg oder Platz bestehen, werden zusammengeschrieben.
Beispiele: Türkenstraße, Residenzstraße, Odeonsplatz oder Schellingstraße
2. Straßennamen, deren erster Bestandteil ein ungebeugtes Adjektiv ist, werden zusammengeschrieben.
Beispiele: Hochstraße, Oberanger
3. Straßennamen, deren erster Bestandteil ein gebeugtes Adjektiv ist, werden getrennt geschrieben.
Beispiele: Breiter Weg, Unterer Anger
4. Straßennamen mit adjektivischen Ableitungen auf -er von Orts- und Ländernamen werden getrennt geschrieben.
Beispiele: Brienner Straße oder Mittbacher Straße.

Zu beachten ist, dass nicht jede Endung auf -er hinter einem Orts- oder Ländernamen eine direkte Ableitung von diesem Ort oder Land darstellt. So wird z. B. Aachener Straße getrennt geschrieben, da die Straße nach der Stadt Aachen benannt ist (Regel 4). Schongauerstraße wird aber zusammengeschrieben, da die Benennung hier nicht nach der Stadt Schongau, sondern nach dem Maler Martin Schongauer erfolgt ist (Regel 1). Ebenso sind beispielsweise die Augsburgerstraße und die Passauerstraße nicht nach Städten benannt, sondern nach Personen, und werden daher zusammengeschrieben.
Mehrteilige Namen
Straßennamen, bei denen das Grundwort mit einem mehrteiligen Namen zusammengesetzt ist, werden mit Bindestrichen geschrieben.
Beispiele: Mark-Twain-Straße, Thomas-Wimmer-Ring, Bad-Schachener-Straße
Hinweis: Trotz dieser Regeln kann es sein, dass auf den Straßenschildern eine andere Schreibweise vorkommt oder dass verschiedene Schreibweisen für denselben Namen verwendet werden. Das ist jedoch kein gewollter Verwaltungsakt, sondern ein Fehler der ausführenden Stelle. Diese Liste folgt daher den amtlichen Bezeichnungen.